# Torrecilla de la Orden
Torrecilla de la Orden es un municipio y una localidad española situada en el sur de la provincia de Valladolid, en la comunidad de Castilla y León.

## Geografía
Integrado en la comarca de Tierra del Vino de la provincia de Valladolid, se sitúa a 74 kilómetros de la capital provincial, en el límite con las provincias de Salamanca y Zamora. El término municipal está atravesado por la Autovía de Castilla A-62 entre los pK 191 y 192, además de por la carretera de Burgos a Portugal por Salamanca N-620, alternativa convencional a la anterior, por la carretera provincial VA-800, que permite la comunicación con Cantalapiedra y Castrejón de Trabancos, y por la carretera local VA-VP-8001, que conecta con Fresno el Viejo. 
El relieve del territorio es predominantemente llano, contando con algunas elevaciones al oeste. El río Guareña recorre parte del territorio de sur a norte. La altitud oscila entre los 820 metros al oeste y los 730 metros a orillas del río Guareña. El pueblo se alza a 776 metros sobre el nivel del mar. 

### Ubicación
| Noroeste: Vadillo de la Guareña (Zamora)                    | Norte: Alaejos                       | Noreste: Castrejón de Trabancos |
| Oeste: Castrillo de la Guareña (Zamora)                     |                                      | Este: Fresno el viejo           |
| Suroeste: Cañizal (Zamora) y Vallesa de la Guareña (Zamora) | Sur: Tarazona de Guareña (Salamanca) | Sureste: Fresno el viejo        |

## Historia

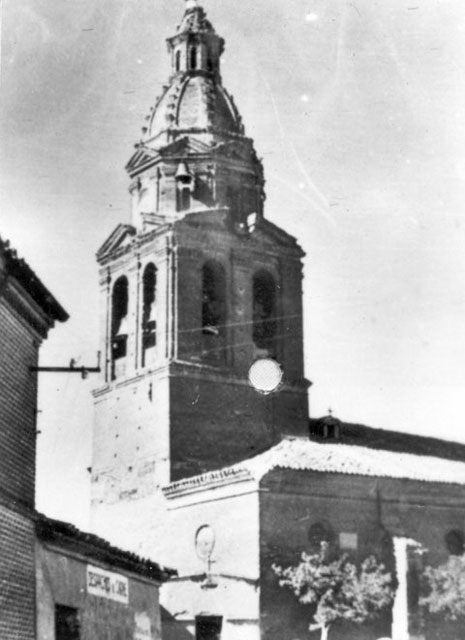
Fotografía antigua de la iglesia parroquial.

Durante la Edad Media, Torrecilla de la Orden formaba parte del Reino de León, perteneciendo a la Encomienda de Fresno el Viejo de la Orden de San Juan, la cual ejercía de límite oriental del reino leonés con la Comunidad de Villa y Tierra castellana de Medina del Campo. Debido a esta adscripción territorial, en las Cortes de la Edad Media y Edad Moderna, la localidad de Torrecilla estaba representada por la ciudad de Toro, perteneciendo hasta el siglo XIX a la Provincia de Toro. No obstante, con la creación de las actuales provincias en 1833 Torrecilla de la Orden quedó adscrita a la provincia de Valladolid, pasando con ello a integrarse en la región de Castilla la Vieja, la cual, como todas las regiones españolas de la época, carecía de competencias administrativas. Finalmente, con la creación en 1983 de la comunidad autónoma de Castilla y León, Torrecilla de la Orden pasó a formar parte de la misma junto al resto de municipios de la provincia de Valladolid.

## Geografía humana

### Demografía
Cuenta con una población de 227 habitantes (INE 2024).
| Gráfica de evolución demográfica de Torrecilla de la Orden entre 1842 y 2021                                          |
| |
| Población de derecho según los censos de población del INE. Población de hecho según los censos de población del INE. |

| 395                       | 385 | 383 | 378 | 358 | 352 | 338 | 332 | 321 | 314 | 271 | 230 |
| (Fuente: INE [Consultar]) |     |     |     |     |     |     |     |     |     |     |     |

NOTA: La cifra de 1996 está referida a 1 de mayo y el resto a 1 de enero.

## Administración y política
| Periodo   | Nombre                         | Partido |
| --------- | ------------------------------ | ------- |
| 1999-2003 | Miguel Ángel Iglesias Nieto    | PP      |
| 2003-2007 | Miguel Ángel Iglesias Nieto    | PP      |
| 2007-2011 | Miguel Ángel Iglesias Nieto    | PP      |
| 2011-2015 | Miguel Ángel Iglesias Nieto    | PP      |
| 2015-2019 | Pedro Alberto Paredes González | PP      |
| 2019-2023 | Pedro Alberto Paredes González | PP      |

## Monumentos y lugares de interés
- Iglesia de Santa María del Castillo: Declarada Monumento Nacional en 1982. Templo con tres naves separadas por pilares, con bóveda de yeso en la nave central y de cañón con lunetos en las laterales. Cúpula rebajada en la capilla mayor y artesonado mudéjar de delicada labor de adornos en formas de lazos. También tiene un interesante retablo plateresco. Se empezó a edificar la torre de estilo mudéjar en el siglo XV, sobre basamiento de piedra sillar, hasta el arranque del campanario. Posteriormente se continuó con estilo renacentista del siglo XVI y principios del XVII, con campanario y cornisa clásica. Y por último, corona la torre, una bella cúpula barroca en ochavo de finales del siglo XVII con arquerías vanas en cada uno de sus ocho lados rematados con cornisa cubierta por cúpula sesgada, airosa linterna y cupulín cónico, rematado con bola armillar de cobre y cruz veleta de hierro forjado.

- Ermita de Nuestra Señora del Carmen: Situada a unos 800 metros del núcleo urbano se llega por un camino hasta la Ermita de Nuestra Señora del Carmen, de estilo barroco del siglo XVII y realizada en ladrillo. En su interior destacan las columnas salomónicas así como el retablo de madera policromada En el ático de dicho retablo y hasta 1968 se hallaba la obra más importante desde el punto de vista artístico, se trata de un famoso cuadro pintado por Zurbarán y titulado la Santa Faz; Actualmente, se encuentra en el Museo Nacional de Escultura de Valladolid.

## Cultura

### Fiestas
- En la Pascua de Pentecostés: Romería en la ermita de la Virgen del Carmen.
- 15 de mayo: San Isidro Labrador.
- 25 de agosto: Fiestas en honor de San Ginés de Arlés en las que el plato principal son los toros y sus encierros por las calles de la localidad y la celebración de verbenas nocturnas, sin olvidar la animación de las peñas que habitualmente juegan al "Maragato" y dan color y alegría a las calles del pueblo.